# Streifen-Klee
Der Streifen-Klee (Trifolium striatum), auch Gestreifter Klee genannt, ist eine Pflanzenart aus der Gattung Klee (Trifolium) in der Unterfamilie der Schmetterlingsblütler (Faboideae). Der Name Streifen-Klee hat seinen Ursprung in den zehn stark hervortretenden Kelchnerven und wird daher auch manchmal als Gestreifthülliger Klee bezeichnet. Er gehört zur Untersektion Stenosemium in der Sektion Trifolium.

## Beschreibung

### Erscheinungsbild und Blatt

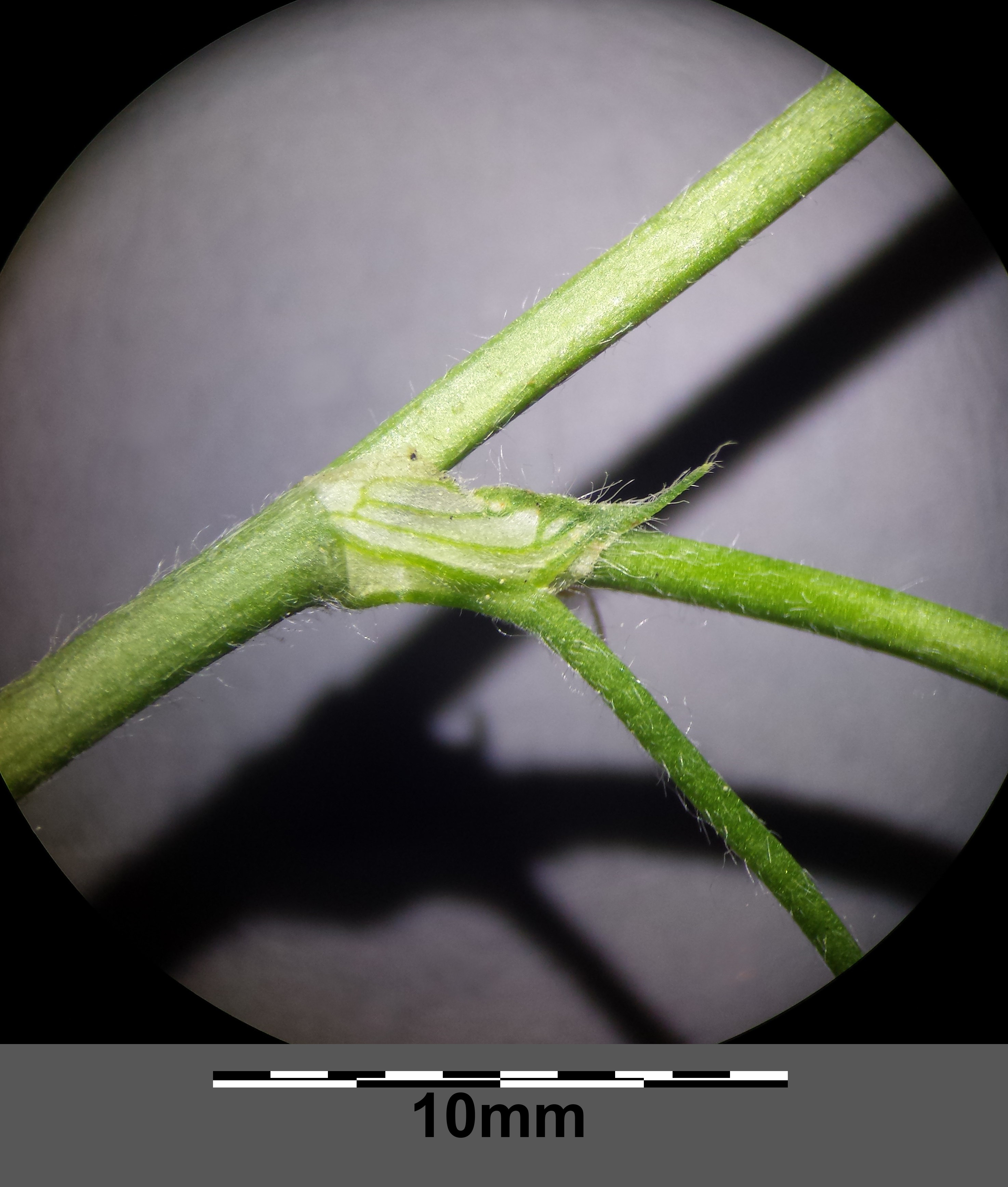
Stängel mit Nebenblättern

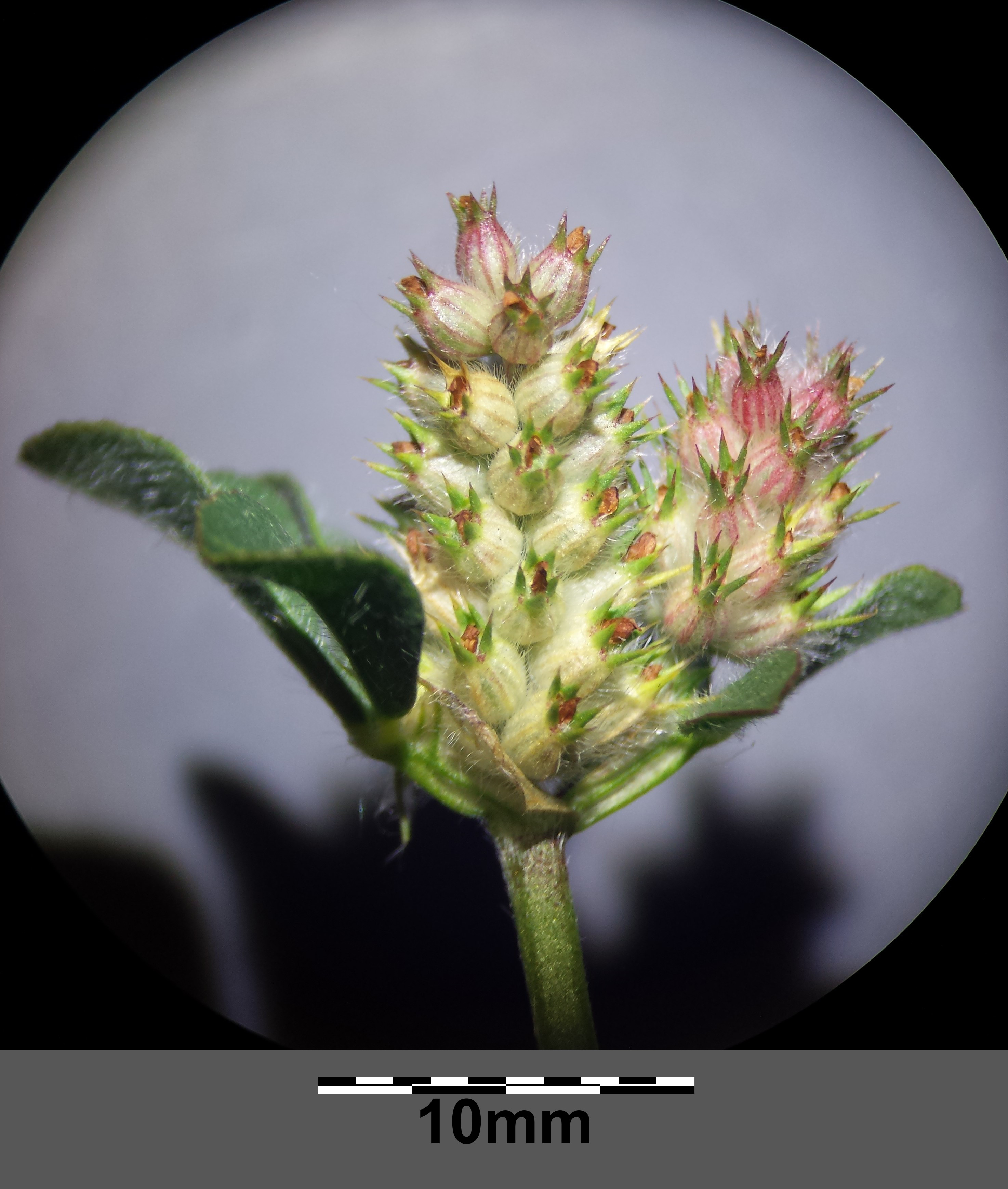
Köpfchen

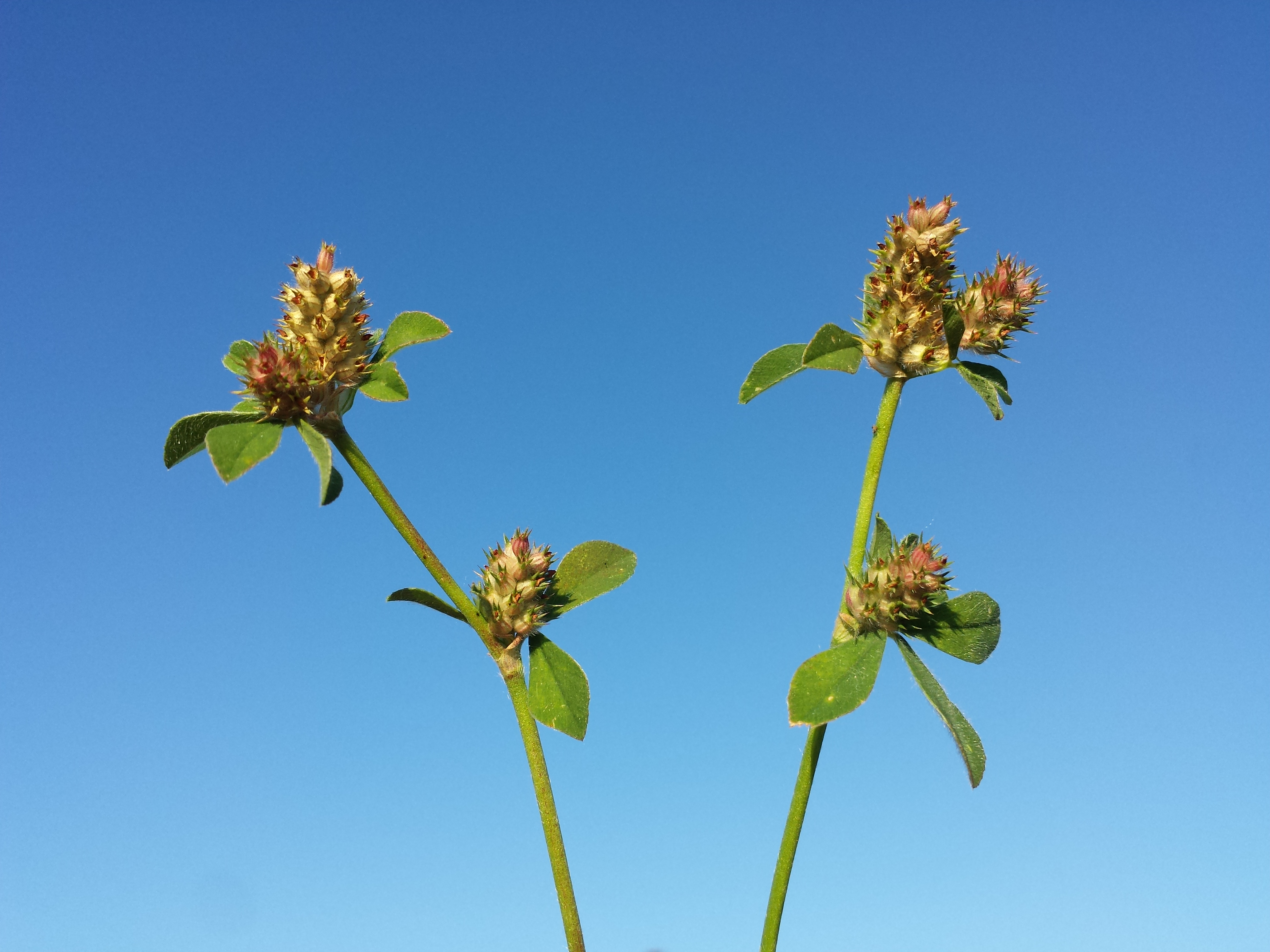
Stängel mit Blättern und Blütenständen

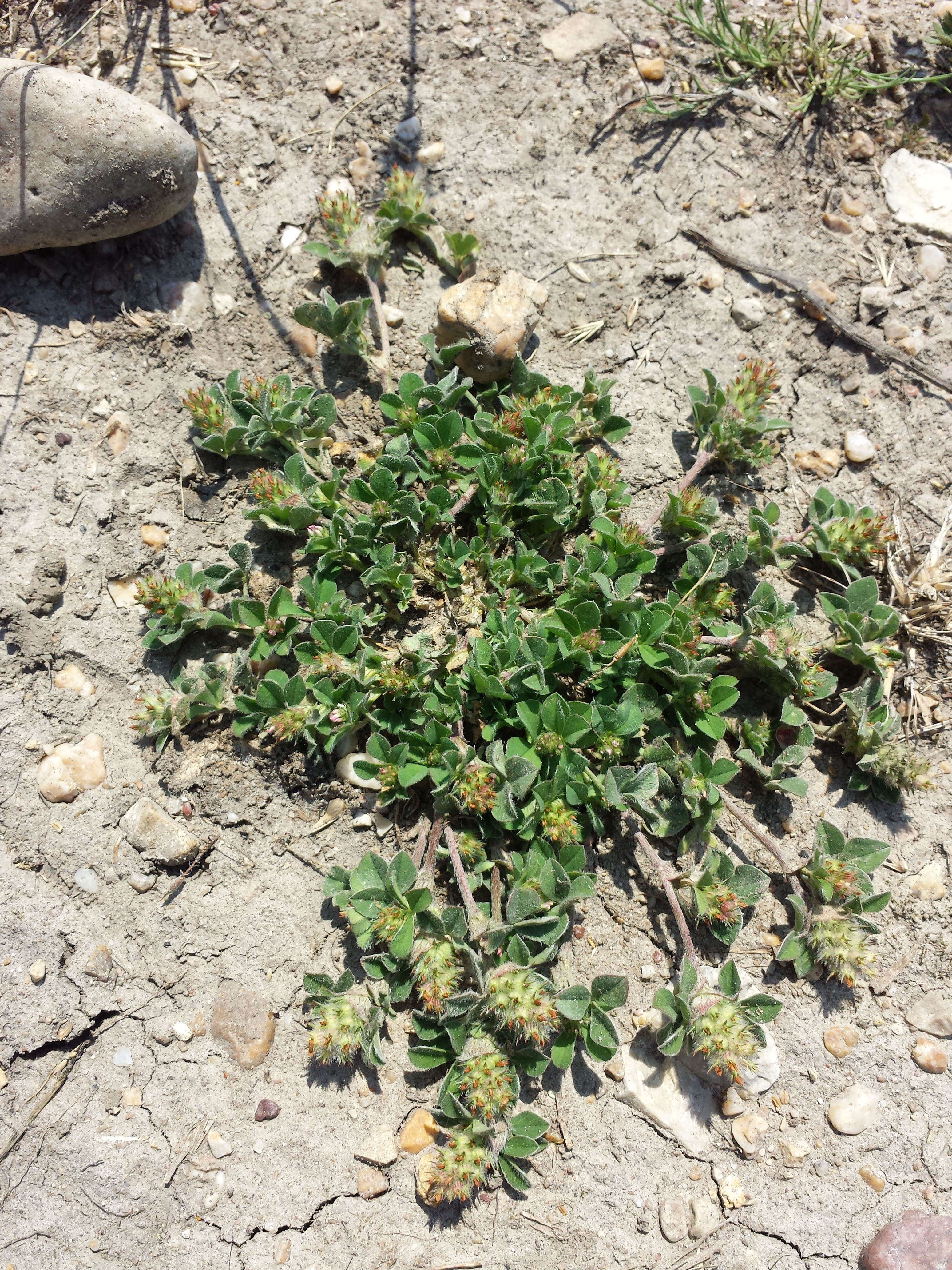
Habitus

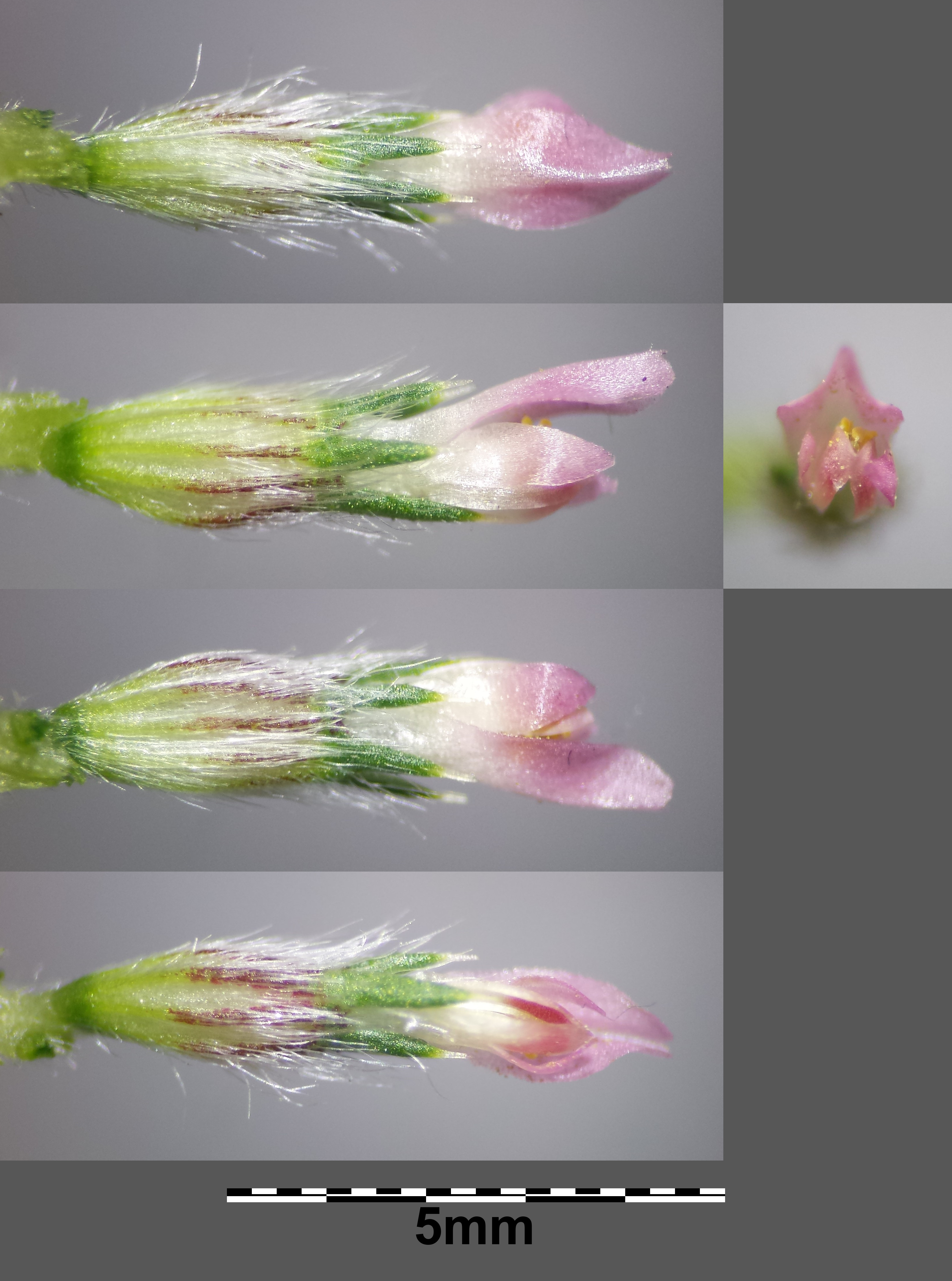
Blüte

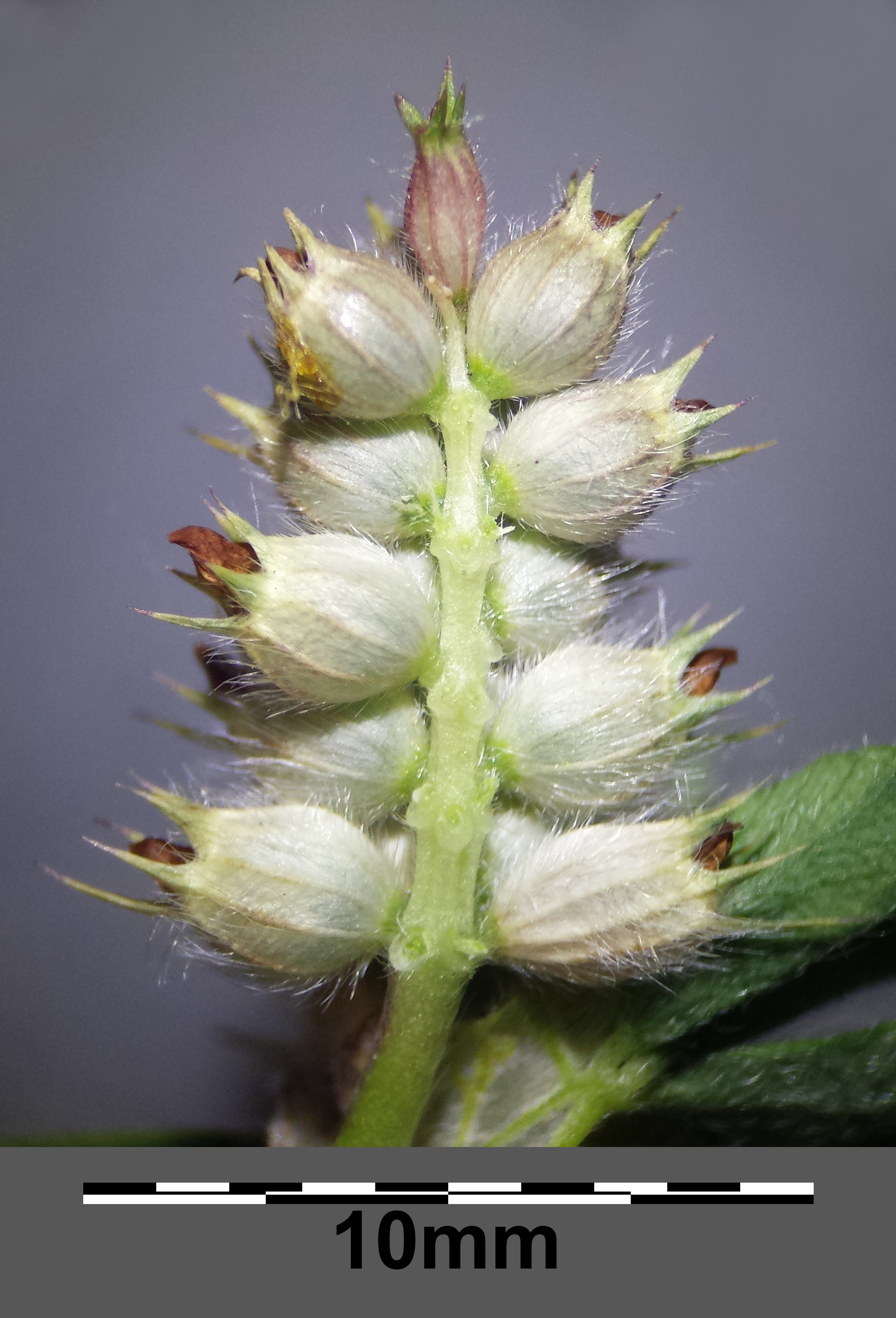
Köpfchen, vordere Früchte entfernt

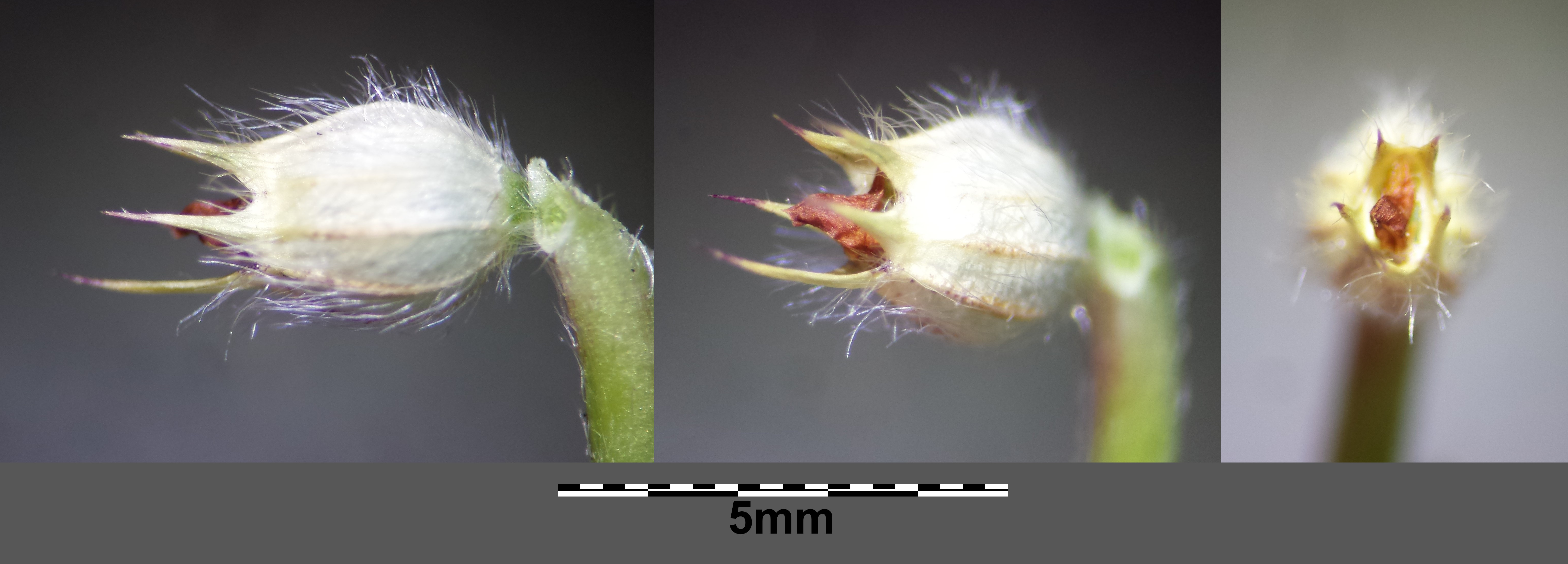
Frucht

Der Streifen-Klee wächst als einjährige oder zweijährige krautige Pflanze. Die oberirdischen vegetativen Pflanzenteile sind kurz zottig behaart. Der meist 5 bis 30 cm lange Stängel ist ziemlich dünn, niederliegend, aufsteigend oder aufrecht und meist mehr oder weniger stark verzweigt.
Die unteren Laubblätter besitzen bis zu 5 cm lange Stiele und haben aus einem keilförmigen Grund heraus, verkehrt-eiförmige bis länglich verkehrt-herzförmige, meist ausgerandete Blättchen. Die oberen sind kurz gestielt bis fast sitzend und haben eine verkehrt-eiförmige bis deltoide Form. Sie sind mehr oder weniger 1 bis 1,5 cm lang und 0,3-mal bis halb so breit. Sie besitzen gerade, in spitzem Winkel abgehende, gegen den Rand hin nicht oder kaum verdickte Seitennerven. Meist sind sie nur im oberen Drittel fein gezähnelt und beiderseits seidig behaart.
Die Nebenblätter sind breit eiförmig, häutig, weißlich, mit grünen oder rötlichen Nerven und sind ziemlich rasch in eine pfriemliche Spitze ausgezogen.

### Blütenstand und Blüte
Die Blütezeit liegt hauptsächlich in den Monaten Mai bis August, manchmal auch später. Die köpfchenförmigen Blütenstände sitzen in den oberen Blattachseln, die obersten sind oft paarweise genähert und scheinbar endständig, sitzend und von den verbreiterten Nebenblättern der obersten Laubblätter eingehüllt. Die Blütenköpfchen sind von kugeliger bis eiförmiger Form, meist unter 1 cm lang und zuletzt etwas verlängert. Die Blüten sind sitzend und ohne Hochblätter.
Die zwittrigen Blüten sind zygomorph und fünfzählig mit doppelter Blütenhülle. Der Kelch hat zehn kräftige Nerven, die Röhre ist außen kurzzottig behaart, innen kahl, zur Fruchtzeit bauchig aufgetrieben und besitzt einen nur durch einen Ringwulst etwas verengten Schlund. Die Kelchzähne sind lanzettlich-pfriemlich, gerade, zuletzt spreizend, die unteren so lang oder länger als die Kelchröhre, die Krone meist nicht erreichend, die oberen sind wesentlich kürzer. Die Blütenkrone besitzt die typische Form der Schmetterlingsblüte. Die Kronblätter sind hellrosafarben, dunkler geadert, an der Blüte verwelkend oder sehr spät abfallend und wenig länger als der Kelch. Die Fahne ist ganz frei, länglich und vorn ausgerandet. Die Flügel sind lang genagelt.

### Frucht und Samen
Die Hülsenfrüchte sind verkehrt-eiförmig, zusammengedrückt und besitzen einen seitlichen Griffel. Die Samen sind eiförmig, glatt und von rötlicher Farbe.

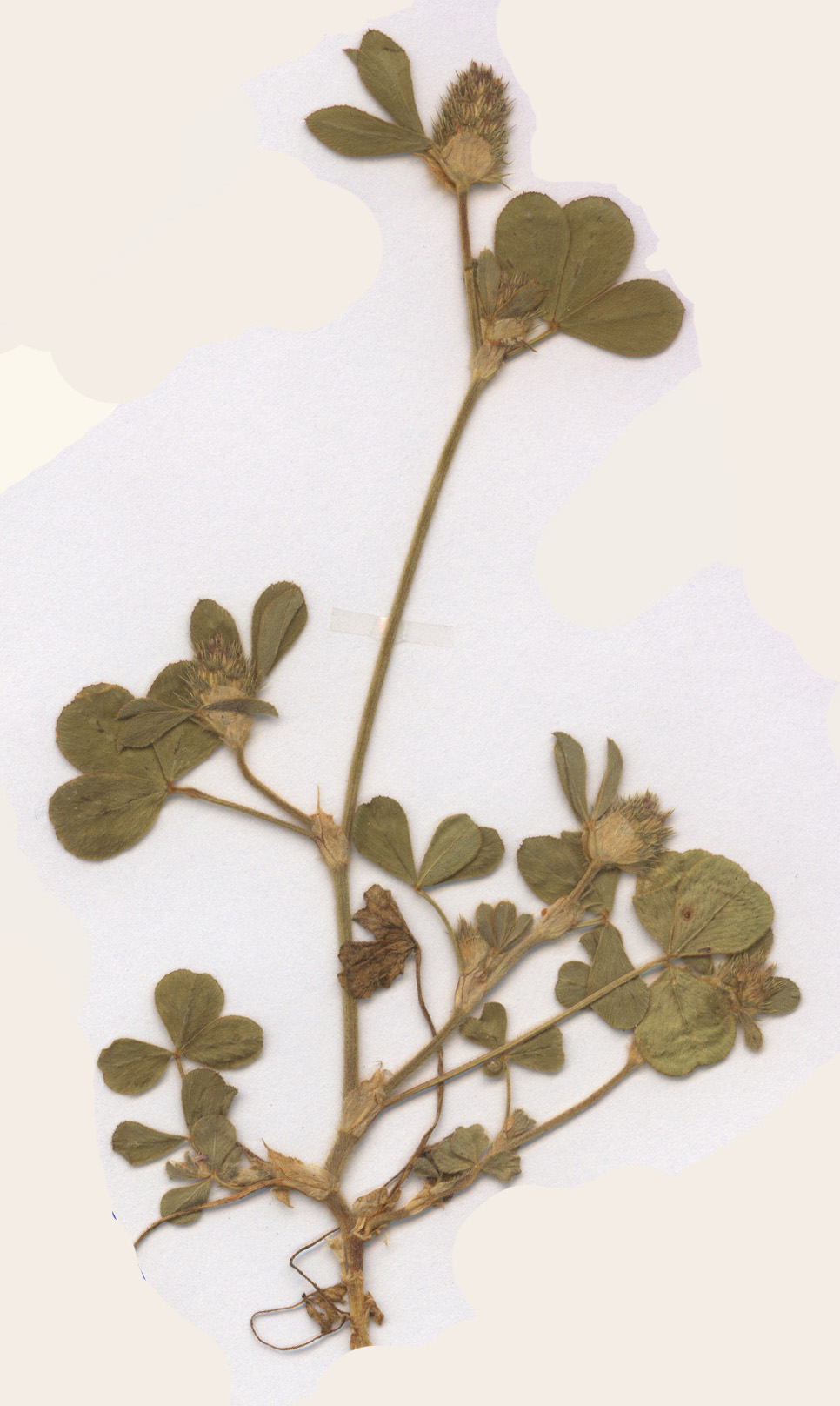
Herbarbeleg: Die Art Trifolium striatum sollte in Mitteleuropa wegen ihrer Seltenheit und Gefährdung künftig möglichst nicht gesammelt werden.

### Chromosomenzahl
Die Chromosomenzahl beträgt 2n = 14.

## Vorkommen
Der Streifen-Klee ist ein mediterran-atlantisches Florenelement. Das Areal des Streifen-Klee erstreckt sich nördlich bis Großbritannien, südlichen Skandinavien, Polen und Portugal im Westen, bis zum Kaukasusraum und Kleinasien im Osten und das nordwestliche Afrika im Süden. Auch auf den Kanarischen Inseln und auf Madeira kommt er vor. In Europa kommt er in fast allen Ländern vor und fehlt nur in Island, Norwegen, Finnland, Luxemburg, Litauen, Lettland und Estland.
Trifolium striatum weist in Südeuropa ein ähnliches Areal auf wie die Edelkastanie. Mitteleuropa hat sie auf verschiedenen Wegen erreicht: im Westen durch das Rhone-, Saone- und Rheintal, im Süden vom Po und der Etsch, im Osten von der Donau, Elbe und Oder her. Die nordeuropäischen Vorkommen tragen größtenteils nur adventiven Charakter. In Mitteleuropa ist er insgesamt nur sehr zerstreut vertreten.
In Mitteleuropa kommt er in Schleswig-Holstein, am Unterlauf von Elbe und Weser am Nieder- und Mittelrhein im Mittelgebirgsstreifen zwischen Eifel und Harz sowie in Niederösterreich und in der Westschweiz selten vor; sonst tritt er in Mitteleuropa nur unbeständig eingeschleppt auf (beispielsweise in Brandenburg, Mecklenburg und in Baden). Der Streifen-Klee ist in Deutschland sehr zerstreut und selten, hauptsächlich in Schleswig-Holstein, Hessen und Rheinland-Pfalz zu finden. Er gilt in Bayern als verschollen. Neuere bestätigte Funde zeigen jedoch noch ein Vorkommen bei Haßfurt (Unterfranken).
Der Streifen-Klee gedeiht am besten auf kalk- und feinerdearmen, sandigen oder steinig-grusigen Böden, die etwas kochsalzhaltig sein können. Der Streifen-Klee besiedelt trockene Weiden, lückige Rasen, Raine, Wegränder und Brachäcker, auf nacktem Lehmboden, er geht selten auch auf sandige Äcker, in Kiesgruben und Kiesbänke. Er ist in Mitteleuropa eine Charakterart des Verbands Thero-Airion, kommt aber auch in Gesellschaften des Verbands Alysso-Sedion oder der Klasse Festuco-Brometea vor.
Der Streifen-Klee steigt im Kanton Wallis bis etwa 700 Meter Meereshöhe auf.
Die ökologischen Zeigerwerte nach Landolt et al. 2010 sind in der Schweiz: Feuchtezahl F = 1+ (trocken), Lichtzahl L = 4 (hell), Reaktionszahl R = 3 (schwach sauer bis neutral), Temperaturzahl T = 4+ (warm-kollin), Nährstoffzahl N = 2 (nährstoffarm), Kontinentalitätszahl K = 2 (subozeanisch), Salztoleranz 1 = tolerant.

## Gefährdung
In der Roten Liste der gefährdeten Pflanzenarten in Deutschland wurde der Streifen-Klee 1996 in der Kategorie 3 gelistet, also als gefährdet bewertet. In der Schweiz wird die Art als verletzlich angesehen.

## Geschichte
Der Streifen-Klee wurde zuerst von Johann Bauhin (1541–1613) als Trifolium cujus caules et geniculis glomerulos oblongos proferunt vom ähnlichen Rauen Klee (Trifolium scabrum) als Trifolium parvum rectum flore glomerato cum unguiculis unterschieden. Die Art wurde 1753 von Carl von Linné in Species Plantarum Band 2 Seite 770 als Trifolium striatum erstbeschrieben.